# Idoru
Idoru (denumire originală Idoru) este un roman științifico-fantastic cyberpunk publicat prima oară pe 4 septembrie 1996 scris de autorul William Gibson. Este al doilea roman din trilogia Bridge, trilogie care începe cu Virtual Light(1993) și se termină cu All Tomorrow's Parties (1999).
Acțiunea se desfășoară în San Francisco, într-un viitorul apropiat și folosește tema transcendenței tehnologice, fizice și spirituale cu un stil mai firesc și mai ancorat în realitate decât în prima sa trilogie, Sprawl.